# Estación de Vallecas-Industrial
Vallecas-Industrial es una estación de mercancías situada en el municipio español de Madrid, en la Comunidad de Madrid, y está dedicada exclusivamente al tráfico ferroviario de mercancías. Las instalaciones se encuentran ubicadas en el madrileño distrito de Vallecas y forman parte de la red de Adif.

## Situación ferroviaria
La estación forma parte de los trazados de las siguientes líneas:
- Línea férrea de ancho ibérico Villaverde Bajo-Vallecas Industrial, punto kilométrico 0,0.[2]
- Línea férrea de ancho ibérico Atocha-San Fernando de Henares, punto kilométrico 7,0.[2]

## Historia
La primitiva estación de ferrocarril de Vallecas se inauguró en 1859 con la puesta en servicio parcial del trazado de la línea ferroviaria Madrid-Zaragoza de la compañía MZA. Estaba ubicada en el punto kilométrico 6,990 de esta línea y era la primera estación después del origen en Atocha. En la década de 1920 entró en servicio un ramal que enlazaba Vallecas con el complejo de Santa Catalina. En 1941, la nacionalización del ferrocarril en España supuso la integración de la compañía en la recién creada RENFE. A finales de la década de 1980 se derribó el edificio original y se inauguró una nueva estructura a 200 metros más al este, al tiempo que las instalaciones pasaron a formar parte de la red de Cercanías Madrid. La estación se mantuvo abierta al servicio de viajeros hasta marzo de 1999, momento en que esas funciones fueron asumidas por un nuevo recinto ubicado unos 400 metros al este.
Desde enero de 2005 el ente Adif es el titular de las instalaciones ferroviarias mientras que Renfe explota las infraestructuras.